# تپه طلایی هوش
تپه طلایی هوش مربوط به دوران پیش از تاریخ ایران باستان تا دوران‌های تاریخی پس از اسلام است و در شهرستان تویسرکان، روستای هوش واقع شده و این اثر در تاریخ ۲۴ اسفند ۱۳۸۳ با شمارهٔ ثبت ۱۱۳۸۱ به‌عنوان یکی از آثار ملی ایران به ثبت رسیده است.